# Яревище
Яревище (укр. Яревище) — село в Дубечненской сельской общине Ковельского района Волынской области Украины.
До 2020 года входило в Старовыжевский район.
Через село протекает река Припять.
Код КОАТУУ — 0725082202. Население по переписи 2001 года составляет 620 человек. Почтовый индекс — 44421. Телефонный код — 3346. Занимает площадь 2,849 км².